# أنتوني سويني
أنتوني سويني (بالإنجليزية: Antony Sweeney) هو لاعب كرة قدم بريطاني، ولد في 5 سبتمبر 1983 في ستوكتون أون تيز ‏ في المملكة المتحدة. لعب مع نادي كارلايل يونايتد ونادي هارتلبول يونايتد.

## وصلات خارجية
- أنتوني سويني على موقع قاعدة بيانات كرة القدم.إي يو (الإنجليزية)
- أنتوني سويني على موقع Soccerbase.com (لاعب) (الإنجليزية)